# Agathiopsis leptocosma
Agathiopsis leptocosma är en fjärilsart som beskrevs av Louis Beethoven Prout 1928. Agathiopsis leptocosma ingår i släktet Agathiopsis och familjen mätare. Inga underarter finns listade i Catalogue of Life.